# Rotumamyzomela
Rotumamyzomela (Myzomela chermesina) är en fågel i familjen honungsfåglar inom ordningen tättingar.

## Utseende
Rotumamyzomelan är en mycket liten (9 cm) honungsfågel med skilda dräkter hos hane och hona. Hanen är svart med lysande rött på mantel, övergump, strupe, bröst och flanker. Honan har mindre rött på manteln och mer färglöst brunsvart undersida med svag röd anstrykning på strupe och övre delen av bröstet men kraftigare på nedre delen av bröstet och övre delen av buken. Unghanen liknar honan men med mer rött på strupen och mindre på bröstet. Unghonan har ljust kanelbrun eller roströd anstrykning på undersidan.

## Utbredning och status
Fågeln är endemisk på Rotuma i nordvästra Fijiöarna. IUCN kategoriserar arten som sårbar.